# Siktjärnen, Dalarna
Siktjärnen är en sjö i Mora kommun i Dalarna och ingår i Dalälvens huvudavrinningsområde. Sjön har en area på 0,18 kvadratkilometer och ligger 266,1 meter över havet.

## Delavrinningsområde
Siktjärnen ingår i det delavrinningsområde (674138-141064) som SMHI kallar för Utloppet av Gävundsjön. Medelhöjden är 296 meter över havet och ytan är 25,2 kvadratkilometer. Räknas de 176 avrinningsområdena uppströms in blir den ackumulerade arean 2 045,6 kvadratkilometer. Vanån som avvattnar avrinningsområdet har biflödesordning 3, vilket innebär att vattnet flödar genom totalt 3 vattendrag innan det når havet efter 352 kilometer. Avrinningsområdet består mestadels av skog (61 procent) och sankmarker (15 procent). Avrinningsområdet har 1,51 kvadratkilometer vattenytor vilket ger det en sjöprocent på 6 procent.